# Jaroslav Olijnyk
Jaroslav Vadymovyč Olijnyk (in ucraino Ярослав Вадимович Олійник?; Donec'k, 14 marzo 1991) è un ex calciatore ucraino, di ruolo difensore.

## Carriera

### Club
Ha giocato nella massima serie ucraina.